# Международный конкурс пианистов имени Джины Бахауэр

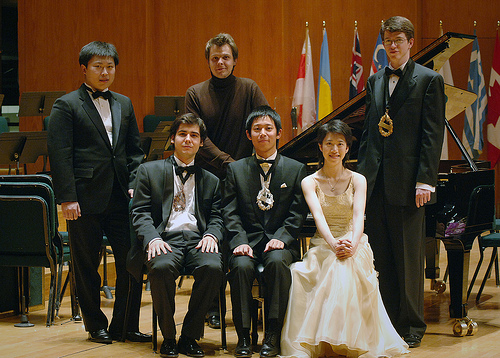
Лауреаты Конкурса имени Джины Бахауэр 2006 года

Международный конкурс пианистов имени Джины Бахауэр (англ. Gina Bachauer International Piano Competition) — соревнование исполнителей академической музыки, проходящее в Солт-Лейк-Сити и названное в честь пианистки Джины Бахауэр.
Конкурс был основан в 1976 году в рамках летнего фортепианного фестиваля в Университете Бригама Янга, по инициативе преподавателя университета Пола Полли (англ. Paul Pollei; 1936—2013), и проходил ежегодно в городе Прово. В 1980 г. по инициативе дирижёра Алека Шермана, мужа Бахауэр, конкурс получил имя пианистки. Одновременно с этим соревнование перешло под покровительство Симфонического оркестра Юты, переехало в Солт-Лейк-Сити и изменило периодичность на двухлетнюю (в дальнейшем конкурс проводился раз в три года, а начиная с 1994 г. раз в четыре года). Текущий формат конкурса наряду с основной номинацией (для музыкантов в возрасте от 19 до 32 лет) включает проводящиеся в другие годы молодёжную (15-18 лет) и юношескую (11-14 лет). Среди лауреатов младших номинаций был ряд известных в дальнейшем музыкантов, в том числе Ли Юньди (1999) и Аими Кобаяси (2012). Лауреат первой премии 2014 года получил 41000 долларов США.

## Лауреаты
- 1976 — Дуглас Хамфрис (США)
- 1977 — Кристофер Джайлз (США)
- 1978 — Артур Грин (США)
- 1979 — Панагис Лирас (США)
- 1980 — Дьюэйн Халберт (США)
- 1982 — Майкл Гёрт (США)
- 1984 — Дэвид Бюхнер (США)
- 1986 — Алек Чин (Гонконг)
- 1988 — Кун Сяндун (Китай)
- 1991 — Гэйл Нива (США)
- 1994 — Николас Анджелич (США)
- 1998 — Лори Симс (США)
- 2002 — Седрик Пешья (Швейцария)
- 2006 — Стивен Бьюс (США)
- 2010 — Лукас Генюшас (Литва)
- 2014 — Андрей Гугнин (Россия)
- 2018 — Син Чханъён (Южная Корея)